# 人民运动 (巴基斯坦)
人民运动（羅馬化：Awami Tahreek），前称信德人民运动，是巴基斯坦的一个马克思列宁毛主义政党，总部位于信德省海得拉巴。
1970年3月5日，该党于在信德省海得拉巴成立，主要由作家、社会活动家和知识分子组成。在该党的第一次会议上，该党的主要理论家拉苏尔·布赫斯·帕利乔当选为首任总书记。该党逐渐发展成为一个全国性政党，并支持信德省和西旁遮普省的反对巴基斯坦人民党和巴基斯坦穆斯林联盟（谢里夫派）的反封建力量。
2013年，人民运动改名为全国人民运动，拉苏尔·布赫斯·帕利乔的儿子阿亚兹·拉提夫·帕利乔成为该党的中央领导人。2016年，由于拉苏尔·布赫斯·帕利乔和阿亚兹·拉提夫·帕利乔之间的矛盾，拉苏尔·布赫斯·帕利乔宣布重建人民运动，并与他儿子领导的全国人民运动决裂。